# 서바이벌리스트 (영화)
《서바이벌리스트》(영어: The Survivalist)는 2016년 공개된 미국의 스릴러, 공포 영화이다. 스티븐 핑글턴이 감독을 맡았다.

## 출연

### 주연
- 마틴 맥캔
- 미아 고스
- 앤드류 심슨

### 조연
- 더글러스 러셀
- 라이언 막파랜드
- 올웬 파우에레
- 시아란 플린
- 배리 워드
- 후시나 라자

## 기타
- 라인프로듀서: 케이티 잭슨